# Benjamin Biolay
Benjamin Biolay (Villefranche-sur-Saône, 20 gennaio 1973) è un cantautore, musicista e attore francese.

## Biografia
Nato a Villefranche-sur-Saône, è fratello della cantante Coralie Clément (nata Coralie Biolay) ed ex marito dell'attrice Chiara Mastroianni, alla quale è stato legato in matrimonio dal 2002 al 2009 e da cui ha avuto una figlia nel 2003.
Ha collaborato con Keren Ann, Étienne Daho, Henri Salvador, Julien Clerc, Vanessa Paradis, Nolwenn Leroy, Françoise Hardy e Juliette Gréco. Ha vinto il premio Victoires de la musique nel 2010 come artista maschile dell'anno.

## Discografia
Album studio
- 2001 - Rose Kennedy
- 2003 - Négatif
- 2005 - À l'origine
- 2007 - Trash Yéyé
- 2009 - La superbe
- 2011 - Pourquoi tu pleures?
- 2012 - Vengeance
- 2016 - Palermo Hollywood
- 2017 - Volver
- 2020 - Grand Prix

Album collaborativi
- 2004 - Home (con Chiara Mastroianni)

Colonne sonore
- 2004 - Clara et moi

## Filmografia

### Cinema
- Stella, regia di Sylvie Verheyde (2008)
- The Pack, regia di Franck Richard (2010)
- Quando meno te l'aspetti (Au bout du conte), regia di Agnès Jaoui (2013)
- The Easy Way Out, regia di Brice Cauvin (2014)
- La Dame dans l'auto avec des lunettes et un fusil, regia di Joann Sfar (2015)
- Encore heureux, regia di Benoît Graffin (2015)
- Irréprochable, regia di Sébastien Marnier (2016)
- Numéro une, regia di Tonie Marshall (2017)
- La douleur, regia di Emmanuel Finkiel (2017)
- L'hotel degli amori smarriti (Chambre 212), regia di Christophe Honoré (2019)
- Le apparenze, regia di Marc fitoussi (2020)
- Il club dei divorziati (Divorce Club), regia di Michaël Youn (2020)
- France, regia di Bruno Dumont (2021)
- La Ligne - La linea invisibile (La Ligne), regia di Ursula Meier (2022)
- Rosalie, regia di Stéphanie Di Giusto (2023)
- Marcello mio, regia di Christophe Honoré (2024)
- Maria, regia di Jessica Palud (2024)

### Televisione
- Capitaine Marleau - serie TV, 1 episodio (2019)
- The Eddy – miniserie TV, 8 puntate (2020)

## Doppiatori italiani
Nelle versioni in italiano dei suoi lavori, Benjamin Biolay è stato doppiato da:
- Francesco Bulckaen in France, Marcello mio
- Stefano Alessandroni in Stella
- Guido Di Naccio in Quando meno te l'aspetti
- Massimiliano Lotti in La douleur
- Riccardo Lombardo in L'hotel degli amori smarriti
- Roberto Gammino in The Eddy